# Jacques Ibert

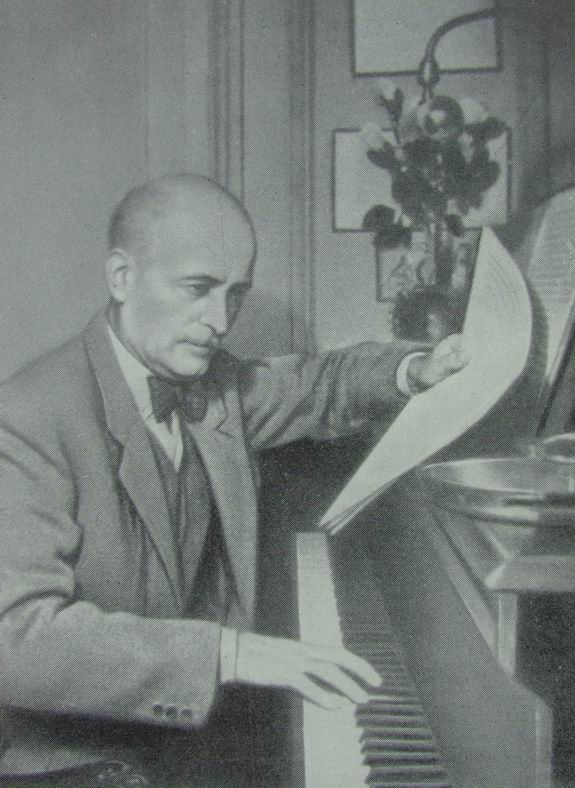
Jacques Ibert

Jacques Ibert, född 15 augusti 1890 i Paris, död 5 februari 1962 i Paris, var en fransk tonsättare.

## Biografi
Efter att ha studerat musik från tidig ålder, fortsatte han sin utbildning vid Konservatoriet i Paris. 1919 vann han där redan vid första försöket dess förnämsta pris, Prix de Rome, trots att han under en tid fått avbryta studierna för tjänstgöring i första världskriget. Han reste runt i Italien, Spanien och Tunisien där han tog intryck som han senare använde i sin musik. 1937 utnämndes han till chef för Académie de France i Rom och blev 1956 medlem av Institut de France.
Ibert var en särpräglad begåvning, befryndad med Maurice Ravel. Hans färgrikt instrumenterade musik utmärker sig för esprit och vitalitet och i vissa senare verk ett tydligare framträdande av lyrisk känsla. Han har blivit uppskattad för sina orkesterverk, till exempel La balade de la geôle de Reading, Escales, Divertissement och Paris. 
Han har också skrivit konsertanta verk, till exempel Symphonie concertante för oboe och stråkar. Hans kammarmusik omfattar bl.a. en mycket uppskattad stråkkvartett (1944), pianomusik och sviten Images. Han har även skrivit sånger, operor (Angélique) och baletter. Han invaldes 1947 som ledamot av Kungliga Musikaliska Akademien i Stockholm. Tillsammans med Arthur Honegger skrev han 1937 operan L'Aiglon.